# Puerto Guadal
Puerto Guadal är en ort i Chile.   Den ligger i provinsen Provincia General Carrera och regionen Región de Aisén, i den södra delen av landet, 1 500 km söder om huvudstaden Santiago de Chile. Puerto Guadal ligger 210 meter över havet och antalet invånare är 450. Den ligger vid sjön Lago Buenos Aires.
Terrängen runt Puerto Guadal är varierad. Trakten runt Puerto Guadal är nära nog obefolkad, med mindre än två invånare per kvadratkilometer.. Det finns inga andra samhällen i närheten.